# 深澳坑
深澳坑，是臺灣基隆市信義區的一個地名，位於該區東部。

## 歷史
台灣清治末期深澳坑地區為一街庄，稱為「深澳坑庄」，隸屬於基隆堡。該庄北與社藔庄為鄰，東北與八斗仔庄為鄰，東南與龍潭堵庄為鄰，南邊為𫙮魚坑庄、四腳亭庄，西邊為大水窟庄、田藔港庄、大沙灣庄。
1901年（日治明治三十四年）11月，該庄隸屬於基隆廳，編入第一區。1905年（明治三十八年）7月，第一區、第二區合併為「基隆區」。1920年（大正九年），該庄改制為「基隆」大字，隸屬於臺北州基隆郡基隆街，大字下有「深澳坑」、「深澳坑口」、「槓子寮」小字名。1924年10月，基隆街升格為州轄基隆市。1931年基隆市實施「町名改正」，本地區仍為大字。
戰後基隆市改制為省轄市，深澳坑地區編入第二區，大字改制為里。1946年，第二區改稱信義區，本地區仍屬之。因人口增加，本地區已細分為多個里。

## 交通
省道台62甲線又稱「基隆港東岸聯外道路」，是經過深澳坑地區西南部的一條快速公路，在孝東路交會處設有交流道，由此往西可前往基隆市區東側銜接省道台2線，往東可前往瑞芳的四腳亭地區以銜接省道台62線本線。
市道102號大致以西北－東南走向穿越本地區中部，往東南可前往瑞芳、雙溪，往西北轉西可前往基隆市區。

## 學校
- 基隆市信義區深澳國民小學
- 基隆市信義區深美國民小學